# Chiesa di San Michele Arcangelo (Diano Arentino)
La chiesa di San Michele Arcangelo è un luogo di culto cattolico situato nella frazione di Diano Borello nel comune di Diano Arentino, in piazza San Michele, in provincia di Imperia. La chiesa è sede della parrocchia omonima del vicariato di Diano Marina della diocesi di Albenga-Imperia.

## Storia e descrizione

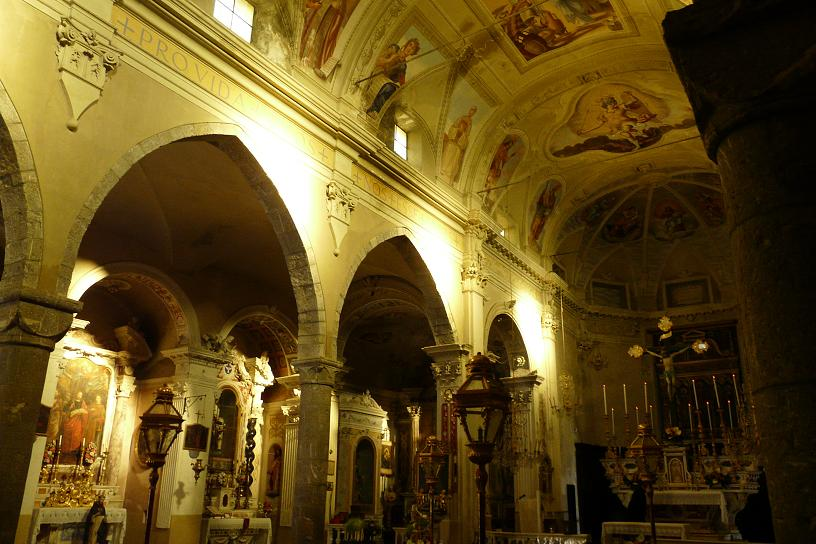
L'interno della parrocchiale

È probabile che il primo impianto della chiesa di Diano Borello, antica matrice delle parrocchie e comunità dell'alta valle del Diano e parte di Cervo e San Bartolomeo al Mare, sia risalente al periodo medievale; il campanile, ubicato sul lato destro della struttura, risalirebbe al XII secolo: su di esso è presente un concerto di 4 campane intonate in La3. La parrocchia di San Michele Arcangelo venne istituita in un periodo databile tra il 1123 e il 1586.
Il corpo principale della struttura è stato costruito agli inizi del XV secolo: un'iscrizione, in parte scalpellata, reca la data 11 giugno 1485 sopra il portone principale. Un piccolo affresco raffigurante l'arcangelo Michele tra i santi Pietro e Giovanni Battista è presente fra l'architrave e l'arco a sesto acuto. I pinnacoli della facciata sono costituiti da bocce in pietra e uno di essi - secondo una leggenda popolare locale - raffigurava la testa della dea Diana, il cui tempio sarebbe sorto nella valle del Diano.
La chiesa si presenta a tre navate e divisa da due colonne in pietra nera lavorata per parte e da tre grandi archi a sesto acuto. La decorazione a stucco del coro, realizzato tra il 1653 e il 1654, fu eseguita da Gio Rocco dell'Angelo nel corso del 1661. Il marmoreo pulpito venne scolpito nel 1824 da Giorgio Scala con la raffigurazione, in due pannelli dello stesso, di san Michele Arcangelo e della Maria Maddalena; nella navata sinistra trova collocazione il fonte battesimale in pietra, del XIV secolo e nelle forme ottagonali.

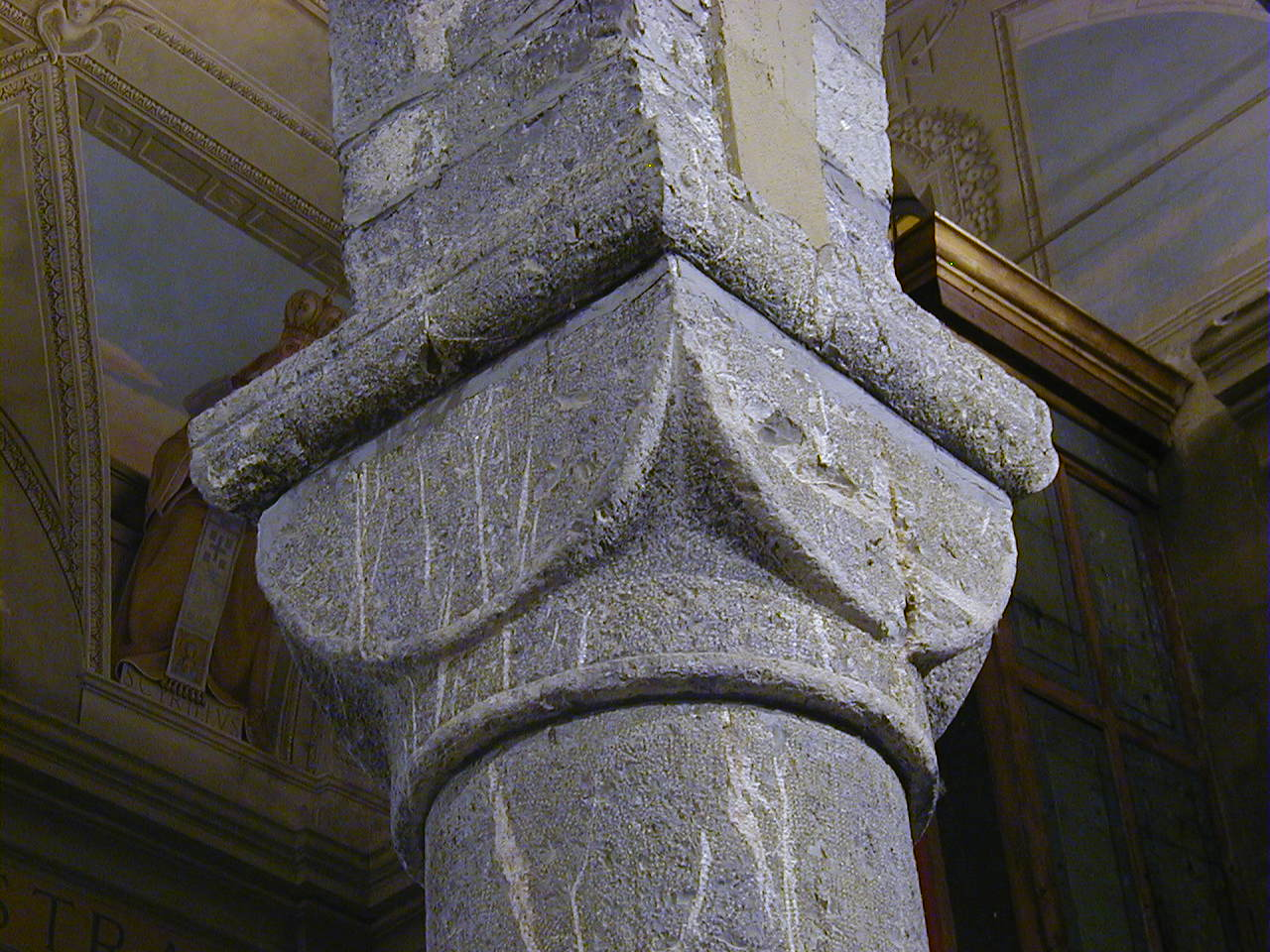
Particolare di una colonna della navata

Tra le opere d'arte sono conservate il dipinto della Madonna della Provvidenza con il Bambino di probabile scuola pittorica lombarda; la Via Crucis su tela, opera di uno dei due fratelli Carrega di Porto Maurizio; La strage degli Innocenti, dipinto che venne restaurato nel 1878 da Raffaele Carrega; la tela Dio Padre tra i santi Pietro, Lorenzo, Giovanni Battista e Vincenzo nel secondo altare di sinistra, dedicato a san Giovanni Evangelista; in quello successivo la statua di Sant'Antonio da Padova, nell'omonimo altare, e la l'effigie di San Rocco dello scultore Angelo Marcenaro datata al XIX secolo; la statua della Madonna del Rosario di Pasquale Bocciardo; la tela della Natività di Gesù; San Barnaba apostolo, opera del 1577 del Pancalino; Le Anime Purganti di Raffaele Carrega, del 1876; Madonna con il Bambino, presso l'abside esterno, statua realizzata da Tommaso Orsolino nel 1630.
Dietro l'altare maggiore, realizzato nella prima metà del XVIII secolo dagli scultori Gio Batta Torre e Gio Batta Aschero, è collocato il pregevole polittico del 1516 di Antonio Brea. Esso raffigura al centro san Michele Arcangelo, a sinistra i santi Nicola da Bari e Pietro apostolo, a destra il Giovanni Battista e la Maria Maddalena, la deposizione di Gesù al sepolcro nella parte sovrastante il centro, ai lati l'Annunciazione con i profeti Isaia e David, e nella zona a basso una predella ritrae Gesù con i dodici apostoli e ai lati le due sante Caterina da Siena e Caterina d'Alessandria.